# Niob
Niob (Nb, łac. niobium) – pierwiastek chemiczny z grupy metali przejściowych układu okresowego. Nazwa pochodzi od Niobe, córki Tantala z mitologii greckiej. W anglosaskiej literaturze dotyczącej metalurgii spotykana jest nazwa Columbium z symbolem Cb.

## Charakterystyka

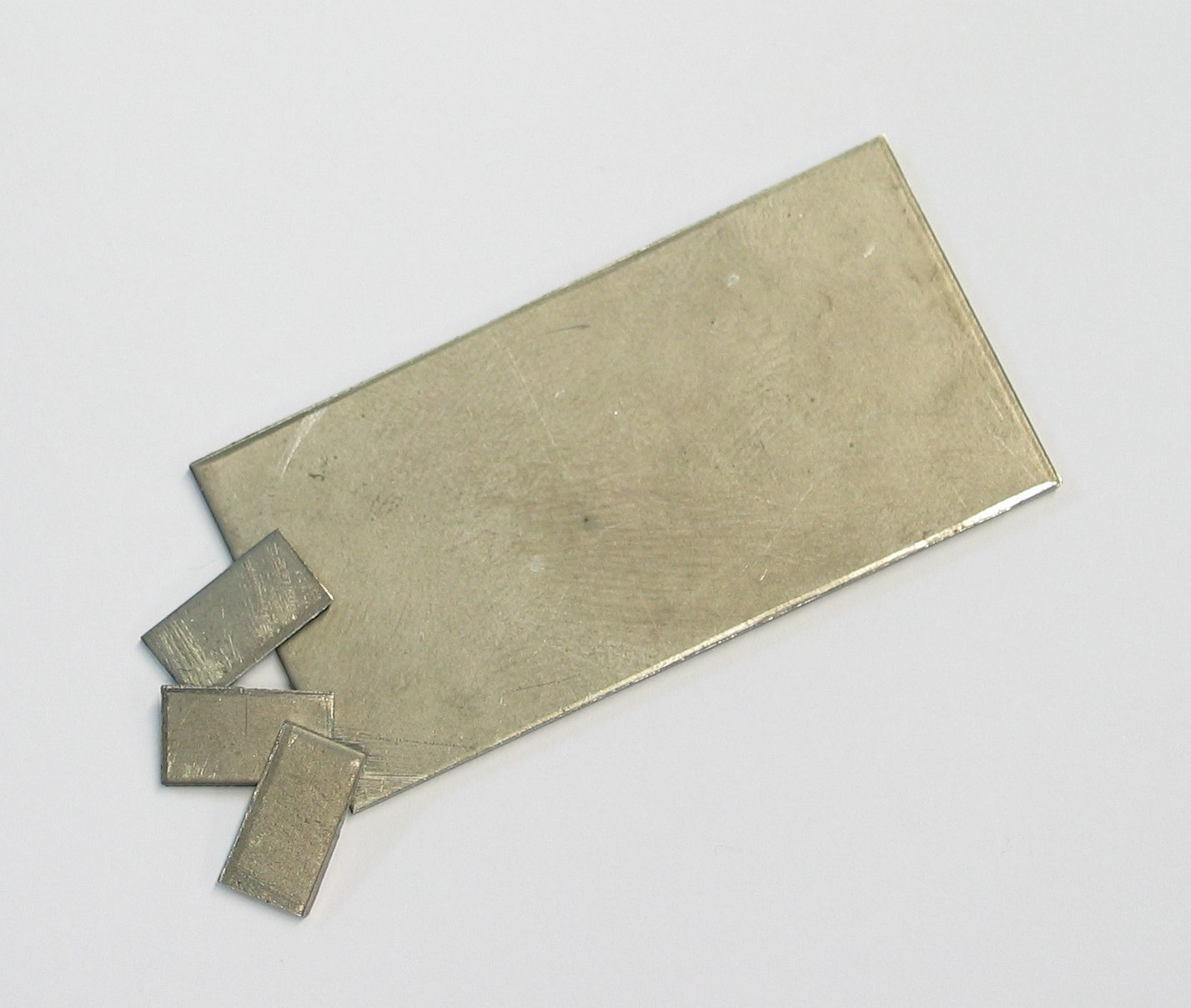
Blacha niobowa

Jest to stalowoszary, miękki, ciągliwy i kowalny metal, podobny właściwościami do tantalu. Nie ulega korozji nawet w wysokiej temperaturze, jest odporny na działanie mocnych kwasów nieorganicznych i wody królewskiej, a także stopionych alkaliów. Reaguje, podobnie jak tantal, z kwasem fluorowodorowym, z utworzeniem kompleksu – kwasu sześciofluoroniobowego(V):
2Nb + 12HF → 2NbF−
6 + 2H+
 + 5H
2↑
W środowisku niekompleksującym jony niobu nie istnieją – strąca się wodorotlenek Nb(OH)
5. Niob tworzy tlenek Nb
2O
5, który reaguje z roztopionymi alkaliami, tworząc niobiany, rozpuszczalne w wodzie tylko przy wysokim pH. Jony niobu na V stopniu utlenienia są bezbarwne, na IV i III stopniu utlenienia mają zabarwienie.

## Występowanie
Występuje w skorupie ziemskiej w ilości 20 ppm. Minerałem tego pierwiastka jest kolumbit (Fe,Mn)Nb
2O
6.

## Odkrycie
Niob został odkryty w 1801 r. przez Charlesa Hatchetta.

## Zastosowanie

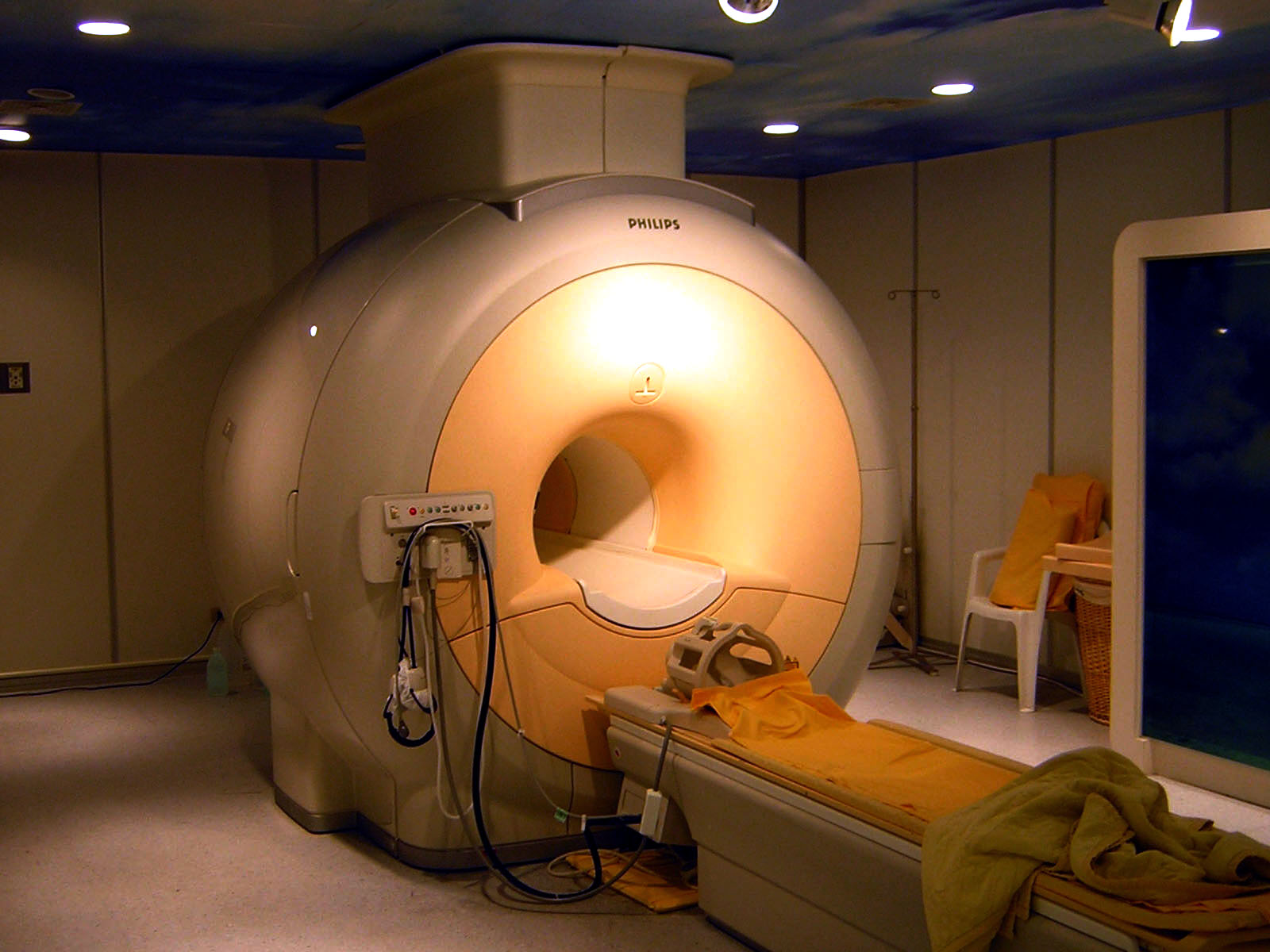
Przykładowe zastosowanie Niobu – rezonans magnetyczny

Otrzymuje się go na skalę przemysłową i stosuje do produkcji stopów z żelazem i niklem, a także w technice jądrowej. Stopy niobu z cyną i glinem wykazują właściwości nadprzewodzące. Katalizatory zawierające tlenek niobu są przydatne do produkcji kwasu akrylowego, krakingu węglowodorów i hydrorafinacji frakcji ropy naftowej.
W 2010 roku wydobyto łącznie ok. 63 tys. ton niobu, z czego 58 tys. ton (ok. 92%) w Brazylii, zaś 4,42 tys. ton (ok. 7%) w Kanadzie. Ze względu na znaczenie niobu w działalności gospodarczej i wysokie ryzyko dostaw, UE zaliczyła niob do surowców krytycznych.